# Doina Noghin
Doina Noghin (n. 1945, Abrud, Alba) a fost  un deputat român în legislatura 1990-1992 în perioada 18 iunie 1990 - 17 octombrie 1990. Inițial, a fost aleasă în județul Iași pe listele partidului Mișcarea Ecologistă din România și a fost înlocuită de deputata Mariana Bezdadea. În perioada 1990-1999 s-a refugiat în Suedia. 